# سارا لوو
سارا لوو (انگلیسی: Sara Lowe؛ زادهٔ april ۳۰, ۱۹۸۴ (۴۰ سال)) ورزشکار شنای موزون اهل ایالات متحده آمریکا است.
وی در مسابقات کشوری و بین‌المللی در مجموع برندهٔ ۱ مدال برنز شده‌است.